# Magyar Tartalomipari Szövetség
A Magyar Tartalomipari Szövetség (MATISZ) 1991-ben alakult, budapesti székhelyű civil szervezet, a hazai informatikai terület tartalomfejlesztésben és -prezentációban érdekelt szereplőinek szakmai és érdekvédelmi összefogására.
Feladatköréből eredően fő célokként a következőeket tűzte maga elé:
- érdekképviselet
- a szabad információáramlás és az információk hatékonyabb társadalmi hasznosításának támogatása
- a tartalomiparral kapcsolatos jogalkotás, szabályzás elősegítése
- etikai kontroll
- oktatási, képzési és rendezvényszervezési tevékenység.

Tagjai természetes személyek és szervezetek lehettek (vállalkozások, internet- és multimédia szolgáltatók, könyvtárak, oktatási és államigazgatási intézmények, társadalmi szervezetek). Tevékenysége csúcsán mintegy 150 taggal rendelkezett. Szervezeti rendszere a rendes (tagdíjas) és pártoló tagság rendszerére épült. Vezetőségét, tisztségviselőit négyévenkénti választással helyezte funkcióba. A Szövetség 2012. január 1. óta lazább szervezetű, nem-formalizált szakmai-kollegiális közösségként működik.

## A MATISZ története

### Létrejötte, céljai
A Magyar Tartalomipari Szövetség jogelődje, a Magyar Adatbázisforgalmazók Kamarája, a rendszerváltás következtében létrejött demokratikus környezetben, tizenegy, információterjesztéssel, adatbázisok fejlesztésével foglalkozó vállalat és civil szervezet kezdeményezésére, 1991. május 10-én alakult meg.
A Magyar Adatbázisforgalmazók Kamarája felismerte, hogy az Információs Társadalom megvalósulásának üteme (sebessége) nagymértékben függ a rendelkezésre álló digitális információs tartalmak mennyiségétől, minőségétől, használhatóságától. Ezért ebben az irányban fejtette ki tevékenységét.
A Magyar Adatbázis-forgalmazók Kamarája 2001. november 14-ei közgyűlési határozata alapján átalakult. A tagság tényleges összetételét (tartalomelőállítók, fejlesztők, terjesztők, távközlési-, hardver-, szoftver-, képzési szolgáltatók, könyvtárak, oktatási, államigazgatási intézmények stb.) figyelembe véve, tevékenységi körét kibővítve, Magyar Tartalomipari Szövetség néven folytatta a digitális tartalmak fejlesztése, terjesztése és széleskörű felhasználása érdekében szakmai érdekképviseleti munkáját. Tagjai közé egyaránt beléphetett természetes személy és szervezet.

### Szervezete és kapcsolatai
A MATISZ elnökségét a tagszervezetek képviselői közül a közgyűlésen megválasztott személyek alkották. Esetleg, hogy Mlinarics kezdettől, ma is (2022) az elnöke?
A MATISZ tagjai között szerepeltek a hazai jelentős multimédia tartalommal rendelkező könyvtárak (Országos Széchényi Könyvtár), múzeumok és archívumok (Magyar Nemzeti Múzeum), valamint a szellemi tulajdon védelmét ellátó Magyar Szabadalmi Hivatal is.
A Magyar Tartalomipari Szövetség tevékenységében tagként részt vettek a multimédia előállítása és alkalmazása szempontjából fontos szervezetek (taneszköz fejlesztők szervezete, a HunDidac Szövetség valamint számos nemzetközi hardver- és szoftverfejlesztő cég (IBM Magyarország Kft., Microsoft Magyarország Kft., Novell Magyarország Kft. stb.)
A MATISZ a hazai információs társadalom multimédia ágazatának fejlesztésére tekintettel több fontos szervezetnek is tagja volt. (Informatikai Vállalkozások Szövetsége [IVSZ], Kábeltelevíziós és Kommunikációs Szövetség stb.) Együttműködött továbbá a multimédia és tartalomipar fejlesztése céljából a fentiekben felsorolt szervezeteken kívül több intézménnyel, szervezettel (Neumann János Számítógép-tudományi Társaság, Munkaadók és Gyáriparosok Országos Szövetsége stb.)

### Tevékenységi körei: érdekvédelem, törvényelőkészítés, kuratórium, jogvédelem
A MATISZ tagjainak érdekképviseletét elsősorban a törvényalkotási törvény alapján nyújtott véleményezési jog lehetőségével oldotta meg. A hazai adatvédelmi-, média-, választási-, távközlési-, elektronikus szolgáltatási-, szerzői jogi stb. törvények előkészítésében, bevezetésében a MATISZ jelentős szerepet vállalt. Jó példa volt erre az 1995. évben a civil szféra, a kormányzat, a gazdaság, a kultúra és a tudomány együttműködésére irányuló Nemzeti Információs Stratégia (NIS) kidolgozása.
A MATISZ tagot delegált a Nemzeti Hírközlési és Informatikai Tanácsba, az Internet Szolgáltatók Tanácsa pedig maga volt tagja a MATISZ-nak. Ezzel el lehetett érni a tartalomipari szervezetek érdekérvényesítését a legnagyobb hazai távközlési szolgáltatóknál is.
A MATISZ 2002–2010 között képviselte tagjait a közmédia kuratóriumaiban, és a minőségi közszolgálati média megvalósulása érdekében digitális szolgáltatással támogatta a Közszolgálati Műsorszolgáltatók Kurátorainak Egyesületét
A MATISZ a Szerzői Jogi Szakértői Testület elnökségében 2002–2011. között jelentősen segítette a digitális tartalmak szerzői-, adatbázisjogi védelmét.

### MATISZ rendezvények. Az ezekhez kapcsolódó minősítések
A Magyar Tartalomipari Szövetség a hazai minőségi multimédia tartalmak bemutatása érdekében koordinálta 2001–2010 között az eFestival rendezvények megvalósítását. A MATISZ az eFestival döntőseit – Európai Multimédia Fórum tagsága révén – kedvezményes feltételek mellett nevezhette be a European Seal of e‑Excellence nemzetközi innovációmarketing megmérettetésre is.
A MATISZ a minőségi digitális tartalmak elősegítése érdekében kidolgozta a felhasználóbarát honlapok és az e‑közszolgáltatások minősítési rendszerét. A kiváló szolgáltatásokat az eFestiválon díjakkal ismerték el.
A Magyar Tartalomipari Szövetség közel két évtizeden keresztül, minden év végén (november, december) megrendezte a DAT konferenciákat, amelyekben külön szekciókban foglalkoztak a tartalomfejlesztéssel, a multimédia termékek előállításával és ehhez szükséges szakképzés-fejlesztéssel is.

### Digitalizáció terjedését támogató projektek
A Magyar Tartalomipari Szövetség az elmúlt években számos európai uniós (FP5–FP6, Leonardo, eContent és hazai pályázatban vett részt partnerszervezetként, esetenként pedig projekt-koordinátorként, amelyek támogatták a digitalizáció munkahelyteremtő hatását, többek között hátrányos helyzetűek (kerekesszékesek, látássérültek) informatikai képzése témakörében is. Az ezt követő időszakban pedig további hasonló jellegű nyertes EQUAL IT-Mentor európai együttműködési projekteket bonyolított le, társszervezeteivel együttműködve.
A kiváló digitális tartalmak bemutatása mellett a MATISZ 2006-tól az EU Safer Internet program keretében fellépett a káros internetes tartalmak ellen is. Ezt a tevékenységét a 2011. évben átadta a Nemzeti Média Hatóságnak.

### Távoktatás támogatása
A digitalizációnak a társadalmi egyenlőséget növelő és munkahelyteremtő képességének fejlesztésével együtt a MATISZ fontosnak tartotta a távoktatás fejlesztését is, így támogatta a digitális tananyagok terjesztését az évenkénti eLearning Fórum megszervezésével, a Hutter Ottó-díj átadásával.
A MATISZ a 2000. évtől anyagi erőforrásokkal, digitális eszközökkel támogatta az egész életen át tartó tanulást, digitális tananyagok fejlesztésével elősegítő Magyar Távoktatási Alapítványt. (Az alapítványt 2012-ben kormányhatározattal megszüntették, több olyan szervezettel, alapítvánnyal, közalapítvánnyal együtt, amelyeknek létrejötte a 90-es években, az akkori kormányok kezdeményezésére történt.)

### Hírlevelek
A MATISZ és jogelődje (MAK) havi rendszerességgel hírlevelet küldött tagjainak, amelyek ma már jó, összegző képet adnak az 1990. évtől kialakult informatikai közéletről. http://www.matisz.hu/Hirlevelek.217.0.html. (A web.archive.org-on.)

### A formális szervezeti tevékenység lezárulása
Húszéves jubileumán a MATISZ – nem alaptalan – optimizmussal tekintett  a jövője felé és a kormányzati és gazdasági tényezőkkel fenntartható együttműködése felé. Azonban a MATISZ a 2009–2010. években több olyan, a magyar kormányzat és az EU által kiírt pályázatot nyert el, amelyek utófinanszírozottak voltak. A 2010. évi Fidesz kormányalakítás után az elfogadottan teljesített pályázatok kifizetései csak 8 hónap után teljesültek. Annak érdekében, hogy a MATISZ dolgozók bére utáni járulékok kifizetésének késedelme miatt a kormányzat ne zárolja a szervezet számláját és a folyamatban lévő EU pályázatok se hiúsuljanak meg, a szervezet kénytelen volt elbocsájtani a több mint 20 éve ott dolgozó állandó munkavállalóit. A 2012. évben külső vállalkozói megbízásokkal, tartozások nélkül a MATISZ befejezte az EU projekteket, de érdekvédelmi tevékenységét is.